# 休欽
休欽（羅馬化：Ščučyn，發音：[ˈʂt͡ʂut͡ʂɨn] ⓘ，羅馬化：Shchuchin，發音：[ˈɕːʉtɕɪn]）是白俄羅斯格羅德諾州休欽區内的城市及该区的行政中心，位於州府格羅德諾以東68公里，距離首都明斯克188公里，2010年人口15,000。第二次世界大戰期間，納粹德國在1941年6月24日至1944年7月佔領該鎮。